# 阿尔圭洛
阿尔圭洛（義大利語：Arguello），是意大利库内奥省的一个市镇。总面积5平方公里，人口192人，人口密度38.4人/平方公里（2009年）。ISTAT代码为004007。